# Himsterhout
Het Himsterhout is een van de jongste nieuwbouwwijken van Drachten. De wijk is gelegen naast de wijken de Morra, de Trisken en de Drait aan de zuidwestkant van Drachten.
Het Himsterhout telt 1.830 inwoners in 2023, waarvan de grootste groep tussen de 35 en 44 jaar is. Het Himsterhout is opgebouwd uit drie fasen, Fase I, II en III.